# Балочки
Ба́лочки — село в Україні, у Федорівській сільській громаді Пологівського району Запорізької області. Населення становить 443 осіб. До 2019 орган місцевого самоврядування — Федорівська сільська рада.

## Географія
У селі бере початок балка Широка. Село розташоване на відстані 3 км від села Любокут та за 5 км від села Воскресенка. Неподалік пролягає залізнична лінія Пологи — Комиш-Зоря, зупинний пункт Платформа 303 км (за 3 км).

## Історія
- 1900 — рік заснування села Балочки.
- 12 червня 2020 року, відповідно до Розпорядження Кабінету Міністрів України від № 713-р «Про визначення адміністративних центрів та затвердження територій територіальних громад Запорізької області», увійшло до складу Федорівської сільської громади.[1]
- 17 липня 2020 року, в результаті адміністративно-територіальної реформи та ліквідації колишнього Пологівського району (1923-2020), село увійшло до складу новоутвореного Пологівського району.[2]